# Hoher Seekamp
Hoher Seekamp är en bergstopp i Österrike.   Den ligger i distriktet Spittal an der Drau och förbundslandet Kärnten, i den centrala delen av landet, 300 km sydväst om huvudstaden Wien. Toppen på Hoher Seekamp är 3 112 meter över havet.
Terrängen runt Hoher Seekamp är huvudsakligen bergig. Närmaste större samhälle är Lienz, 19,1 km söder om Hoher Seekamp. 
Trakten runt Hoher Seekamp består i huvudsak av gräsmarker. Runt Hoher Seekamp är det ganska glesbefolkat, med 29 invånare per kvadratkilometer.